# 固定ギア

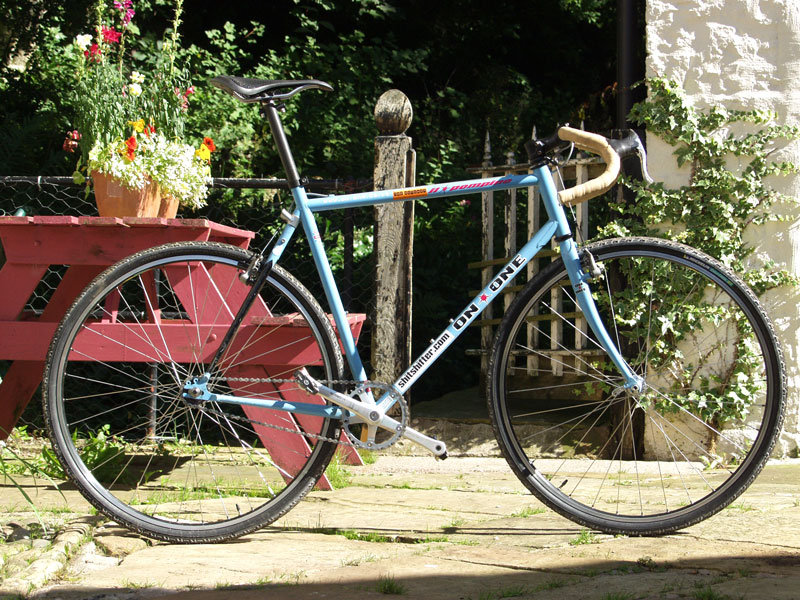
固定ギア

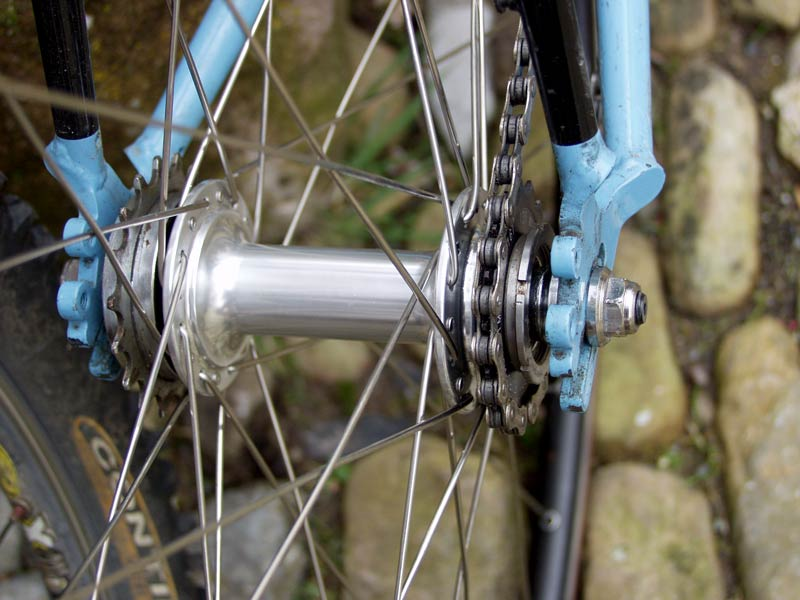
ダブルコグ

固定ギアとは自転車の後輪ハブとスプロケットが直結された部品のことで英語で「fixed gear」と呼ぶ。固定ギアはコグとも呼ばれ、対義語はフリー機構である。また、ペダルから後輪まで一切のフリー機構を備えない自転車の分類としての名称でもあり、英語でフィックスギアバイク(fixed-gear bicycle)、フィックスホイールバイク(fixed-wheel bicycle)、フィクシィ(fixie)と呼ばれる。
本項では主に自転車としての分類について説明する。

## 概要
前述の通り、ペダルから後輪まで一切のフリー機構を備えない自転車を固定ギアと呼ぶ。トラック競技で使うトラックレーサーやピスト、競輪のレーサー等である。既存の自転車を改造することで固定ギアにすることも出来るので、ロードバイク、マウンテンバイクやシクロクロスのフレームを使った種類も存在する。
部品としての固定ギアを備えた自転車でも、ペダルまでの間にフリー機構が入っている場合は固定ギアと呼ばない。そのため、チェーンリングとペダルの間にフリー機構が入っている『FFシステム』を備えた自転車は部品としての固定ギアを備えていても固定ギアとは呼ばれない。
ペダルの動きと車輪の動きが直結しているので、急にペダリングを止めると転倒する危険性があるので固定ギアに乗る際は注意が必要である。またペダルを逆転すると車輪も逆転し、後退も出来る。この原理で言えばペダリングを徐々に止めたりすれば制動力が効きブレーキの替わりをペダリングである程度補えるが、実際にペダリングによる制動力はブレーキによるものと比べても弱く急制動も効かない（効かせると転倒する）ので危険である。日本の法律ではこの方法による制動は制動装置として認められていない。（一般的にブレーキのない自転車を使った公道走行は日本では道交法違反である）。
主に自転車競技場を走行する事が多いが、自転車のためどこでも走行できる。極端な例を言えば、（危険ではあるが）マウンテンバイクのフレームの固定ギアで野山を駆け巡る人もいる。

## 構造
固定ギアのフレームにはトラックエンドがある。そしてハブ軸はナットでの固定が通常でクイックリリース機能はない。ただし例外としてボトムブラケットに偏心軸のものを使ってあるものであればストレートドロップエンドでのクイックリリース機能は使えるフレームも存在する（例：キャノンデールのピストモデル）。
通常のロードレーサーのフレームから固定ギアに改造する事は可能ではあるが、前提としてホリゾンタルドロップエンドがあるフレームに限られる。そうでなくても後輪ハブに偏心軸のものを使えば、通常の（トラックエンド）を持たないロードレーサーやマウンテンバイクフレームも固定ギアに改造することは可能である。

### 互いに素
スキッドというテクニックを使う場合、チェーンリングとコグの歯数が互いに素の関係であると、スキッドポイントと呼ばれるタイヤの摩耗点をコグの歯数に分散させることが出来る。チェーンリングとコグの最大公約数でコグの歯数を割ったものがスキッドポイントの数である。

### シングルスピードとの違い
固定ギアは結果的に変速機が無いが、シングルスピードの要件としてフリー機構は必要なため、両者は異なる物である。自転車によってはフリー機構を備えないハブと、片側にフリースプロケット、その反対にコグを取付、車輪を裏返すことでシングルスピードと固定ギアを変更出来る物も有るが、両方の機能を備えているわけでは無く変更には車輪を裏返すという改造が伴う。

### 使用上の注意点
固定ギアの自転車は扱いを誤ると危険である。例えばトウクリップなどでペダルに足を固定しないと、回転するクランクに足が接触して大けがを負う可能性もある。また固定ギアは機構上、チェーンの張りにアソビがあるとチェーンが外れやすくなって危険なためチェーンの張りは可能な限り強い状態にセットされる。このため、間違ってギアに手を挟むと指がちぎれてしまう可能性もある。なお、固定ギアでは正転と逆転ともに強い張力が求められるため、正転だけに強い張力が求められるシングルスピード自転車用のチェーンテンショナーは固定ギアでは使えない。

## 利用

### 国際自転車競技連合が定める競技
トラック競技
トラック競技の自転車であるトラックレーサーも固定ギアである。
サイクルサッカー
サッカーに似た自転車競技。
サイクルフィギュア
音楽に合わせて自転車で演技を行う競技。自転車版フィギュアスケートと説明される。

### 国際自転車競技連合以外の競技
競輪
競輪で使用されるトラックレーサーは固定ギアである。一般公道で練習する場合は、トラックレーサーにブレーキを装着する（街道練習と呼ばれる）。

### 練習として固定ギアを用いるスポーツ選手
ロードレース選手
ロードレース選手の中にはペダリング技術を向上させるために固定ギアでの練習を行う者も存在している。

### 一般
メッセンジャー
バイク・メッセンジャーの中には整備性・耐久性に優れる固定ギアを好んで用いる者も存在している。
日常の移動
部品点数が少なく故障が少ないので日常に移動としても使われる。